# Cot Murong (Baktiya Barat)
Cot Murong is een bestuurslaag in het regentschap Aceh Utara van de provincie Atjeh, Indonesië. Cot Murong telt 633 inwoners (volkstelling 2010).